# VBCI
El VBCI és un vehicle de combat d'infanteria sobre rodes d'origen francès introduït el 2008. Dissenyat per substituir l'AMX-10P en el transport d'infanteria en els conflictes bèl·lics moderns, destaca per la gran mobilitat, protecció i la preparació per la guerra digitalitzada. El blindat és produït per Renault Trucks que s'encarrega dels sistemes de mobilitat i Nexter o GIAT (Groupement des Industries de l'Armée de Terre) que s'encarrega dels sistemes de combat.
L'abreviació VBCI prové del francès i significa Véhicule Blindé de Combat d'Infanterie, vehicle blindat de combat d'infanteria en català.
Les entregues del VBCI es van començar a realitzar l'any 2008 i, de moment, l'únic operador n'és França, que ja els va desplegar a l'Afganistan i Líban el 2010 i, a principis del 2013, a Mali. El 2022 l'exèrcit francès disposava d'un total de 706 blindats VBCI, 599 de la versió convencional (VCI) i 107 de la variant de comandament (VPC).

## Història
A la dècada dels 90 l'Exèrcit francès va començar un projecte per reemplaçar els seus vehicles de combat d'infanteria que va acabar en no res.
Finalment, el novembre de 2000, el Ministeri de Defensa francès va adjudicar el contracte de la creació del nou vehicle a Giat Industries (ara conegut com a grup Nexter) i Renault VI (ara conegut com a Renault Trucks Defense). Per fabricar els vehicles conjuntament, les empreses van crear un nou grup anomenat Vehicles Militars Satory, que s'havia d'encarregar de produir el VBCI i altres blindats. L'empresa no va reeixir i el setembre de 2003 es va decidir tancar la nova empresa i reorganitzar les relacions entre ambdues corporacions. Es va decidir que Renault s'encarregaria del motor, transmissió, suspensió i sistemes elèctrics, i Nexter o GIAT, s'encarregaria del blindatge, torreta, armes i ensamblatge.
Els dos primers prototips es van completar el maig de 2004. Més tard se'n van entregar 5, quatre vehicles de combat i un de comandament, que servirien per fer els testos i proves.

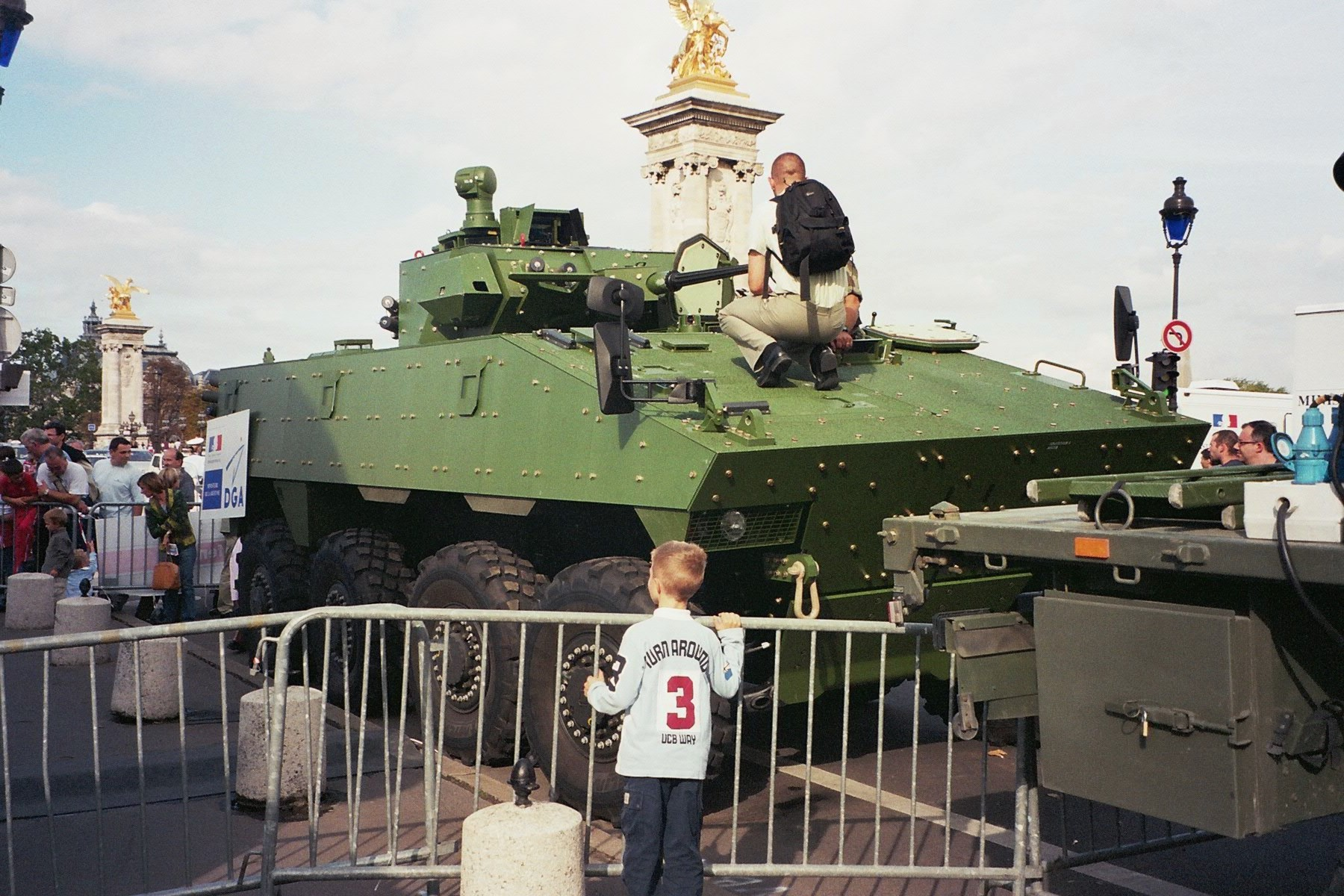
Un dels prototips del VBCI exposat a París, el 24-25 de setembre de l'any 2005.

Un cop acabats els assaigs va començar la producció en sèrie i els tres primers vehicles van ser entregats el maig de 2008, dos vehicles de combat d'infanteria estàndard i una variant de comandament.
El VBCI va ser un dels tres vehicles seleccionats, el juliol de 2007, per l'Exèrcit britànic per prendre part al projecte future rapid effect system (FRES). Es va seleccionar el Piranha V de General Dynamics, però finalment també es va desestimar.
L'octubre de 2007, l'Èxercit francès va fer una comanda inicial de 117 VBCI's (91 de combat i 26 de comandament). Un any més tard en van encomanar 116 més i el 2009 en van encomanar 332 unitats addicionals. L'any 2022 havien arribat a un total de 706 blindats en servei a l'exèrcit francès. El cost total de la producció del VBCI, inclòs el desenvolupament i pre-producció, ha estat de 2,86 bilions d'euros.

## Característiques

### Blindatge i distribució
El buc del VBCI és una barcassa feta amb un aliatge d'alumini i acer, reforçada amb plaques de titani que milloren la protecció contra armes antitanc. Aquest blindatge ofereix una protecció, a tots els costats del vehicle, contra armes lleugeres i metralla d'obusos de 155 mm. Per sota, al terra de l'habitacle, hi ha blindatge addicional que ofereix una bona protecció contra mines i artefactes explosius improvisats.

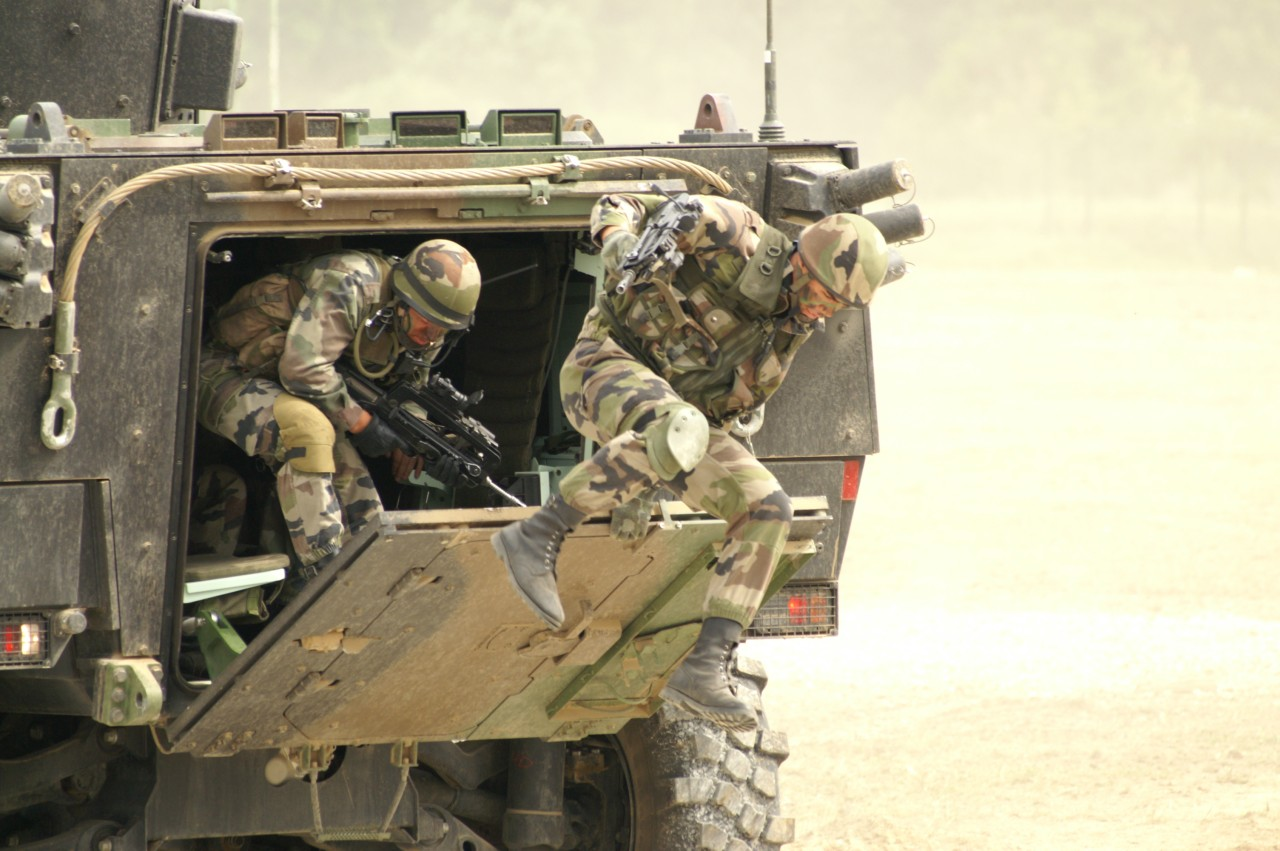
Soldats saltant la rampa del darrere d'un VBCI, a mig baixar.

La torreta està centrada longitudinalment i desplaçada cap al lateral dret del blindat. Tots els costats del xassís i la torreta tenen pendent per repel·lir els projectils enemics, excepte al darrere. Tot el blindat es recolza sobre 8 rodes, fet que el diferencia del gruix de vehicles de combat d'infanteria que normalment van equipats amb erugues.
Els elements de la torreta estan distribuïts de forma poc usual: el canó va al frontal desplaçat cap a l'esquerra per centrar-se amb el vehicle, al frontal i a la dreta del canó hi ha dos llançagranades Galix. Al lateral dret al davant hi va la metralladora coaxial i al darrere dos llançagranades Galix més, al lateral esquerre únicament hi ha 4 llançagranades. Al sostre hi van els periscopis i sistemes de comunicació.
La tripulació va disposada en tres compartiments que tenen un espai usable total de 13m³. El primer, hi van el conductor i el comandant, està al frontal i hi ha el seient del conductor i els equips de telecomunicacions i electrònics. Al mig i a la dreta, deixant que es comuniquin el primer i tercer compartiment, hi ha el reduït compartiment de l'artiller just a sota de la torreta i aïllat de la resta dels compartiments per una portella. Al darrere de tot hi ha el tercer compartiment, que és on va la infanteria. Perquè puguin sortir els soldats hi ha una gran porta just al darrere i també hi ha escotilles a la part superior, tant pels soldats com pel comandant i el conductor.
Per protegir-se en entorns agressius el VCBI disposa de protecció contra agents NBQ (nuclears, biològics i químics) i, a part, també incorpora un sistema d'apagat d'incendis dins de l'habitacle; ambdós equipats en el vehicle estàndard. Per ocultar-se, en cas que sigui necessari, disposa de llançagranades Galix repartits per tot el vehicle amb granades de fum, que poden envoltar fàcilment el blindat amb una cortina de fum. A més a més, el VBCI també incorpora un esquer capaç de distorsionar míssils guiats per infraroig que, juntament amb el baix senyal tèrmic, el converteix en un objectiu difícil pels míssils guiats per calor.

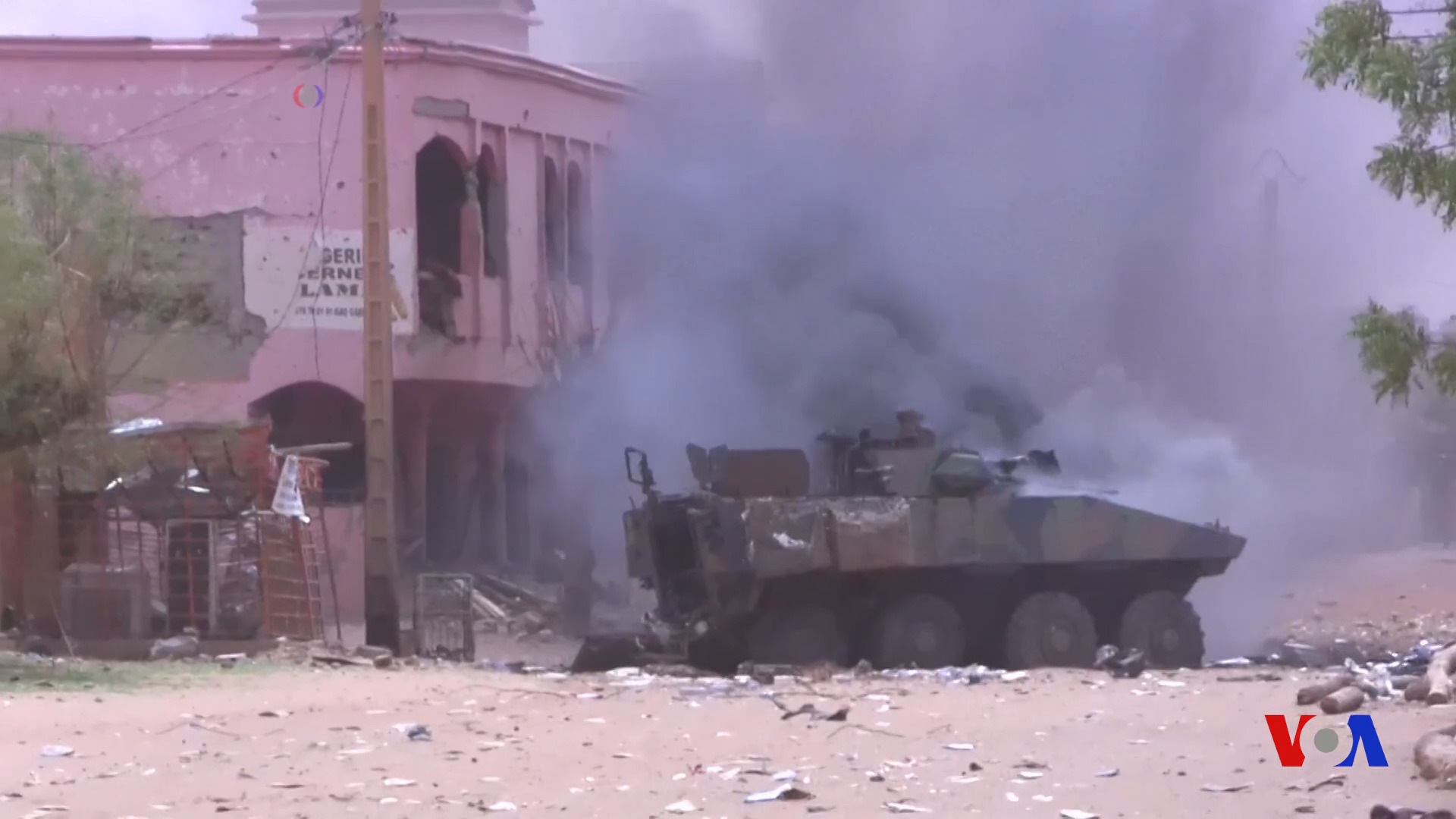
Un blindat VBCI cremant després d'un atac terrorista a Gao, Mali, l'any 2018.

En els enfrontaments a l'Afganistan en els que ha participat se'n destaca la resistència als atacs. En tots els casos, fins i tot un en què va perdre 3 rodes, el VBCI va poder sortir pels seus propis mitjans de les emboscades i, tot i que la tripulació va resultar lleugerament ferida, no hi va haver cap mort.

### Armament
El VBCI, en versió de combat, porta una torreta model Nexter Dragar tripulada per un sol home accionada elèctricament amb un potencial de 24V. Armada amb un canó automàtic Nato M811 de calibre 25 mm de doble alimentador i estabilitzat en dos eixos, pot disparar: tret a tret, ràfegues de 3 o 10 projectils i totalment automàtic. La cadència de tir és de 125 o 400 trets per minut. En total el VBCI transporta 150 projectils a la torreta.
En el cas del VPC, la versió de comandament, l'arma principal és una estació d'armes remota equipada amb una metralladora M2 de 12,7 mm que va controlada des de l'interior del vehicle. El VBCI només porta armament secundari en la seva versió de combat, el VCI. En aquesta variant porta una metralladora coaxial de ANF1 de 7,62 mm, encaixonada al lateral dret de la torreta.

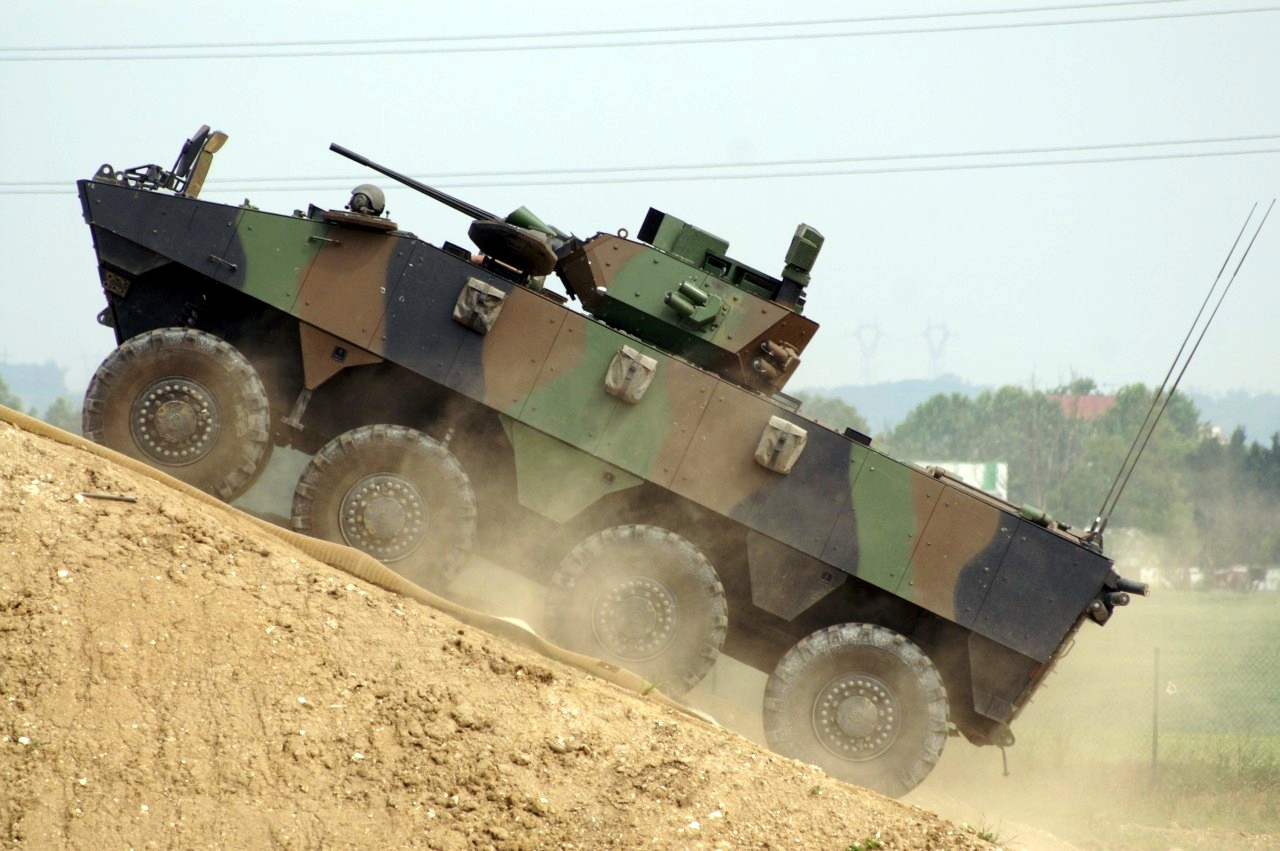
Un VBCI superant un fort pendent.

### Sistema motor
El sistema motor del VBCI s'estructura al voltant del motor dièsel Renault D12D de 550 CV i sis cilindres en línia. Aquest motor, muntat al davant i a la dreta del vehicle, va connectat a una caixa de canvis automàtica i la transmissió va per sota del vehicle, en forma de quatre eixos, protegits en carcasses blindades, que s'aprofiten per protegir l'habitacle d'explosions a sota del blindat. A més a més, per reduir el senyal infraroig del vehicle, els gasos de la combustió es dilueixen.
L'alçada de la barcassa del vehicle respecte a terra és d'uns 50-70 cm que, amb una suspensió hidropneumàtica i rodes amb pneumàtics 395/90 R22 de pressió regulable pel conductor, té una alta mobilitat tot terreny. A més a més, pot continuar en moviment en cas que perdi una roda.
Tot i que no té capacitat amfíbia, el VBCI pot superar guals d'1,2 m (o d'1,5 m si la tripulació prepara el vehicle).
Tot aquest conjunt permet que el VBCI pugui assolir velocitats de fins a 100 km/h per carretera i tingui una autonomia de 750 km sense reabastir-se. Per altra banda, la seva maniobrabilitat també és molt elevada podent superar pendents del 60%, talussos laterals del 30%, parets verticals de 0,7 m i trinxeres de 2 m. A més a més, pot ser transportat per ferrocarril o per Airbus A400M.

### Equip electrònic i òptic
El VBCI disposa d'un gran nombre de sistemes electrònics i òptics. Per començar, l'artiller disposa d'una mira multisensor de Thales Optronique. Aquesta mira té òptica directa convencional, imatge tèrmica de nova generació Catherine-QW, un telèmetre làser i un canal de vídeo enllaçat al sistema de control d'armes. A més a més, sobre la cúpula hi ha múltiples periscopis.
El comandant disposa d'una pantalla que mostra la mira de l'artiller. A més a més, incorpora una suite de control que permet al comandant operar la torreta i les armes. El comandant també disposa d'un periscopi dia/nit per intensificador de llum.

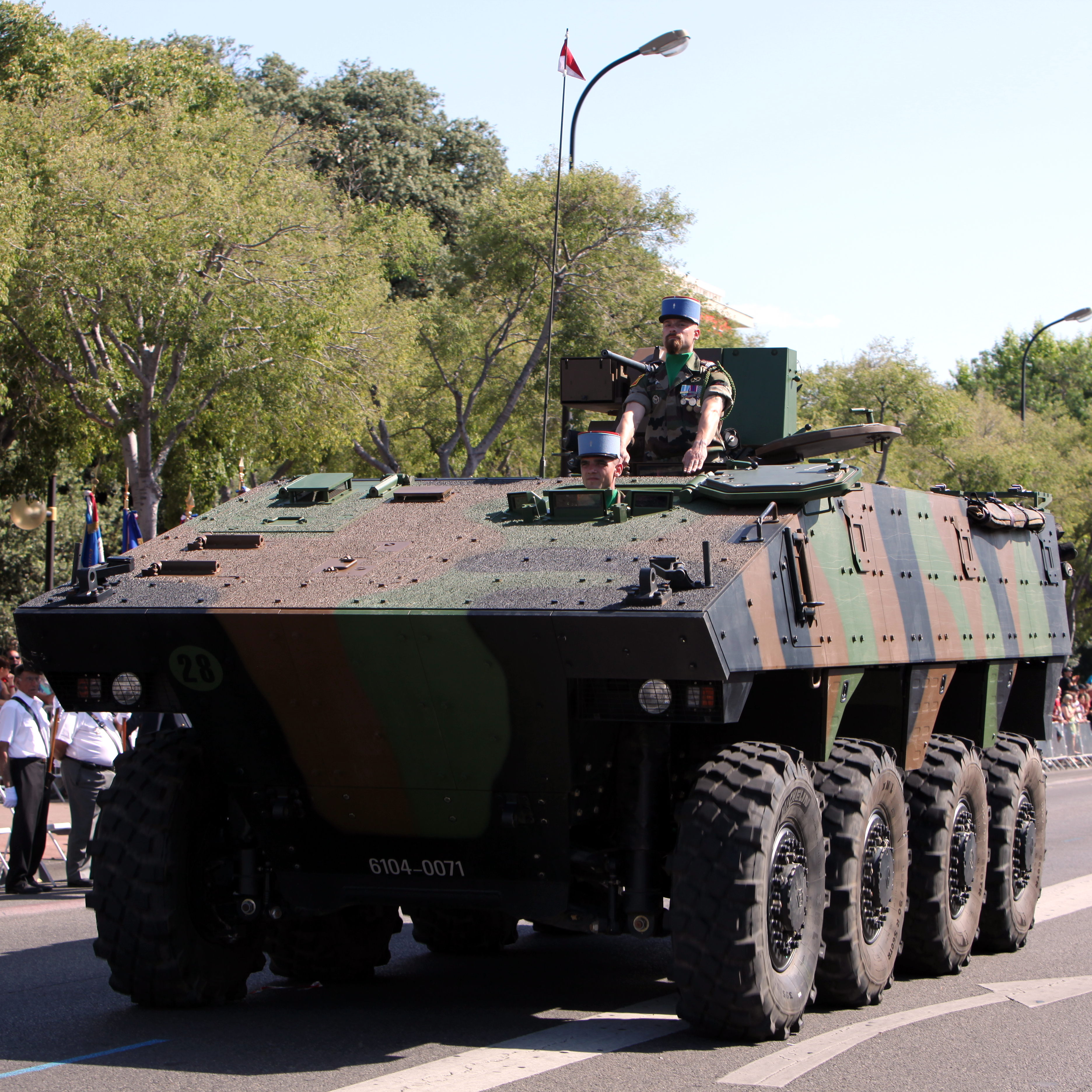
Fotografia del 14 de juliol de 2012 a Marsella de la versió de comandament del VBCI, el VPC, on es pot apreciar l'estació d'armes remota.

El conductor disposa de tres periscopis per poder dirigir el vehicle. Totes les òptiques estan protegides d'atacs amb làser mitjançant lents episcòpiques.
En el vessant de telecomunicacions i electrònica el VCBI va equipat amb una sistema de terminal d'informació (terminal information system) SIT pel comandant. El SIT està basant en el sistema FINDERS en servei a l'Exèrcit francès en el tanc AMX-56 Leclerc. Aquest aparell connecta el sistema d'armes i els sistemes de conducció i intercanvia informació amb la cadena de comandament, incloent situació tàctica i ordres gràfiques en un mapa.
Les comunicacions de dades i veu són molt segures gràcies al sistema d'identificació en combat BIFU. En el cas del vehicle de comandament, el VPC, s'hi incorpora un terminal d'informació regimental desenvolupat per EADS.

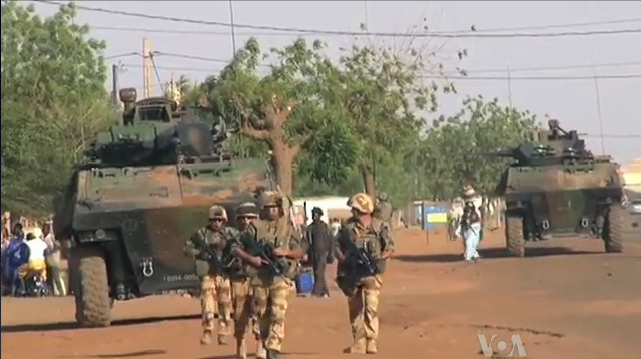
Blindats VBCI acompanyant tropes franceses a Gao, Mali.

## Variants
Com que és un blindat relativament nou, de moment només se'n produeixen dues versions:
- VCI (Véhicule de Combat d'Infanterie) - Vehicle de combat d'infanteria estàndard. En un principi l'Exèrcit francès tenia previst comprar-ne 550, però va finalment en va demanar a 520.
- VPC (Véhicule de Poste de Commandement) - Versió de comandament. En aquesta variant s'ha suprimit la torreta i s'ha equipat amb un sistema d'informació de regiment SIR i una estació d'armes remota FN Herstal Arrows-300 (Advanced Reconnaissance and Remotely Operated Weapon System) que va armada amb una metralladora M2 de 12,7 mm. A més a més, per l'artiller s'hi ha instal·lat un visor tèrmic i una mira panoràmica pel comandant.[11] En aquest cas la tripulació és de set i està dissenyat per controlar les tropes avançades. L'Exèrcit francès en un principi considerava comprar-ne 150 unitats[1] però finalment en va adquirir 110.[2]

També es contempla l'opció d'altres variants: versió de transport de personal, ambulància, vehicle de recuperació o reparació.